# 岐阜市本荘市民プール
岐阜市本荘市民プール（ぎふしほんじょうしみんプール）は、岐阜県岐阜市にある水泳施設

## 概要
- 1980年（昭和55年）7月9日開館。
- 本荘公園[1]内にある。
- 指定管理者制度を導入しており、岐阜南スポーツコミュニティが管理運営する[2][3]。

## 施設概要
- 一般用プール（6コース、25mx14m、水深0.9～1.0m）
- 幼児用プール（水深0.45～0.5m）

## 利用案内
- 住所：岐阜県岐阜市寿町2丁目13番地　（本荘公園内）
- 利用期間：岐阜市内小・中・高等学校の夏休み期間（7月21日～8月31日）、7月第2及び第3土・日曜日、9月第1及び第2土・日曜日　※年により変更有
- 利用時間：10:00〜15:00
- 利用料金：
  - 普通券：大人200円、小・中学生100円
  - 回数券：大人2000円、小・中学生1000円　（11枚つづり）
  - 幼児、市内居住の70歳以上、障害者など（及びその介護者）は無料
  - 7月及び8月の第3日曜日はプールデーとして無料開放となる。

## 交通アクセス
- 岐阜バス「本荘」バス停より徒歩約5分。
  - 名鉄岐阜駅（名鉄岐阜のりば）・岐阜駅（JR岐阜駅バスターミナル）より、岐阜高富線【G51】「西鏡島」、北方河渡線【G61】「芝原6丁目」、岐阜女子大線【G51】「西鏡島」行き
- すまいるバス「本荘公園西」バス停より徒歩すぐ。

## 周辺施設
- 岐阜市民病院
- 岐阜市立徹明さくら小学校
- 岐阜市立本荘小学校
- 朝日大学PDI岐阜歯科診療所
- オーキッドパーク
- 岐阜吹上郵便局
- 十六銀行本荘支店